# Androsace squarrosula
Androsace squarrosula är en viveväxtart som beskrevs av Carl Maximowicz. Androsace squarrosula ingår i släktet grusvivor, och familjen viveväxter. Inga underarter finns listade i Catalogue of Life.